# Agneta Hobin
Agneta Sigrid Hillevi Hobin, född 24 oktober 1945 i Helsingfors, är en finländsk textilkonstnär.
Hobin utexaminerades som textilkonstnär från Konstindustriella läroverket 1971. Hon har verkat som planerare av Jacquardtyger i Tyskland 1971–1972, som designer vid Finlayson 1972–1973, vid Marimekko 1974–1975, som frilans 1975–1985 och som fri konstnär i egen ateljé sedan 1985.
Hobin har blivit känd för sina muskovitverk, metallvävar med bland annat invävt kattguld och tredimensionella textilkonstverk. Naturen, årstidernas växling, ljus och mörker har hört till hennes viktigaste inspirationskällor. Konstverkens strukturer associerar ofta till sand, vatten, snö och is.
Hon har haft många offentliga uppdrag. 1984 vann hon en tävling som anordnades av Helsingfors kyrkliga samfällighet. Det vinnande arbetet placerades 1986 i Västra Böle kapell. Hon har planerat kyrkotextilier även för bl.a. Lovisa och Sammonlahti kyrkor, Gräsvikens kapell i Helsingfors samt den nya kyrkan i Baggböle. Arbeten av henne finns dessutom i bland annat Högsta domstolen (1987) och Designmuseet (1990) samt i Finlands ambassader i New York, Warszawa och Genève. Bland hennes senare arbeten märks träskulpturer med förgyllda, böljande ytor.
Hobin erhöll det The Nordic Award in Textiles 2001, och föreningen Textilkonstnärerna TEXO utnämnde henne till årets textilkonstnär 2004. År 2015 erhöll hon Pro Finlandia-medaljen. Hon verkade som timlärare vid Konstindustriella högskolan 1988–1991.
Hon är gift med professorn i antropologi Jukka Pennanen; de har tre barn.